# ISO 3166-2:AO
Kódy ISO 3166-2 pro Angolu identifikují 18 provincií (stav v roce 2015). První část (AO) je mezinárodní kód pro Angolu, druhá část sestává ze tří písmen identifikujících provincii.

## Seznam kódů
| Kod    | Provincie         |
| ------ | ----------------- |
| AO-BGO | Bengo             |
| AO-BGU | Benguela Province |
| AO-BIE | Bié               |
| AO-CAB | Cabinda           |
| AO-CCU | Cuando Cubango    |
| AO-CNO | Cuanza Norte      |
| AO-CUS | Cuanza Sul        |
| AO-CNN | Cunene            |
| AO-HUA | Huambo Province   |
| AO-HUI | Huila Province    |
| AO-LUA | Luanda            |
| AO-LNO | Lunda Norte       |
| AO-LSU | Lunda Sul         |
| AO-MAL | Malanje           |
| AO-MOX | Moxico            |
| AO-NAM | Namibe            |
| AO-UIG | Uige Province     |
| AO-ZAI | Zaire             |